# Леандро Н. Алем (станция метро)
«Леандро Н. Алем» (исп. Leandro N. Alem) —  станция Линии B метрополитена Буэнос-Айреса. Станция расположена между станцией «Флорида» и терминалом. Станция расположена под улицей Авенида Корриентес на её пересечении с улицами Авенида Леандро Н. Алем и Боучард в районе Сан-Николас. Станция была открыта 1 декабря 1931 года и названа в честь радикального политика Леандро Нисефоро Алема.

## Украшения
Лестницы станции стали полотном серии работ, выполненных в 2014 году, художником Игнасио Де Лукка.

## Местоположение
В то время как станция находится в пределах района Сан-Николас, она довольно близко от района Пуэрто-Мадеро. Станция имеет четыре входа: один на северо-западном углу проспекта Корриентес и Авенида Леандро Н. Алем, один в северо-восточном углу и два недалеко от угла улиц Авенида Леандро Н. Алем и Боучард.

## Достопримечательности
Они находятся в непосредственной близости от станции:
- Паласио Корреос
- Луна-Парк
- Plaza Roma
- Plaza del Correo
- Edificio Guardacostas
- Комиссариат N°1 de la Федеральная полиция Аргентины
- Edificio Ex Palace Hotel
- Edificio Nicolás Mihanovich
- Bolsa de Comercio de Buenos Aires
- Комега
- Edificio Bunge y Born
- Консульство Японии
- Общая начальная школа Коммуны N°4 José Manuel Estrada
- Universidad Tecnológica Nacional (UTN)
- Instituto Tecnológico de Buenos Aires
- Archivo General de la Nación

## Пересадки
В будущем станция будет станцией пересадки на линию Е. От станции метро недалеко расположена остановка трамвая Корриентес, в настоящее время не используется.

## Галерея

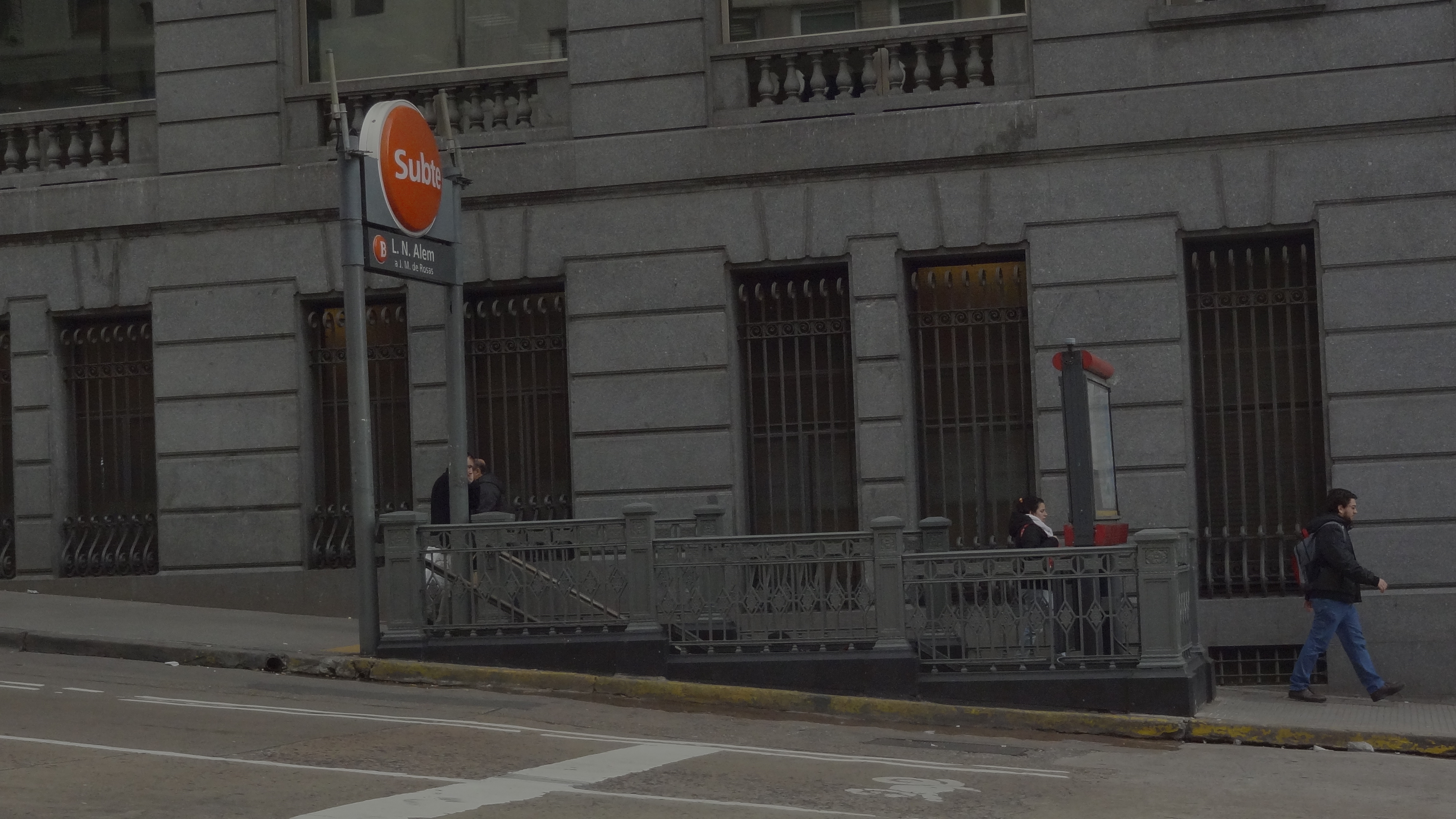
Вход с улицы Авенида Корриентес
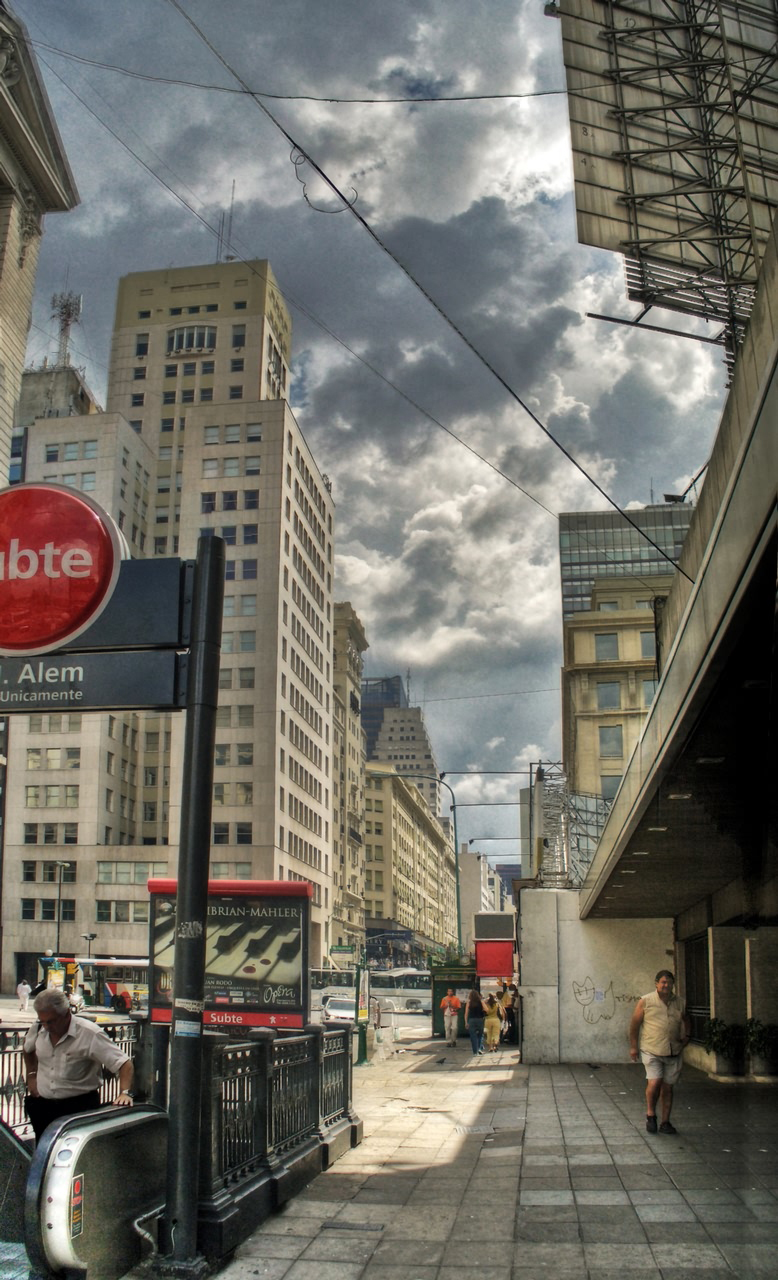
Вход с улицы Авенида Корриентес
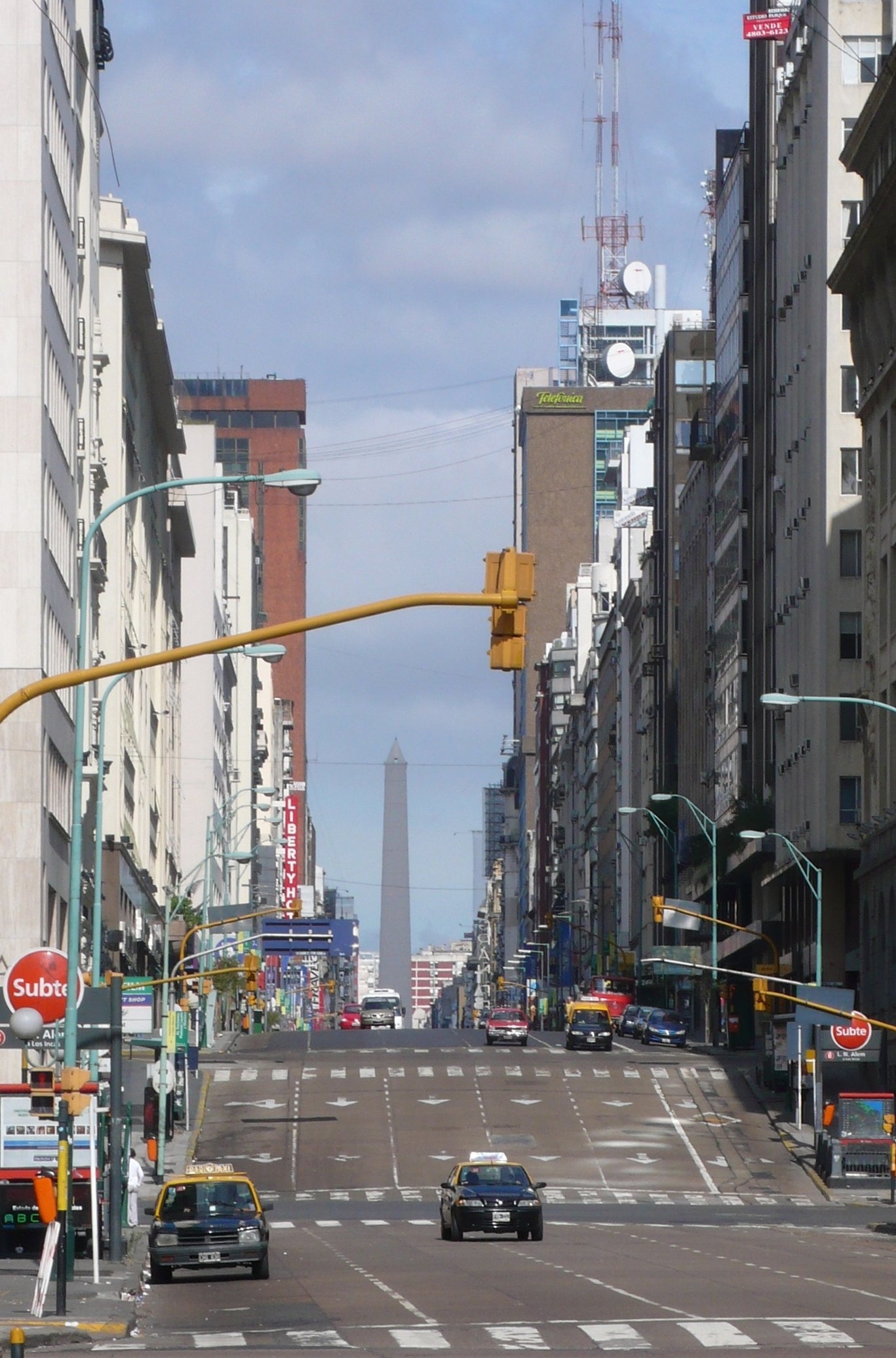
Вид на город
- Обучающее видео